# Təzəkənd (Şabran)
Təzəkənd è un comune dell'Azerbaigian situato nel distretto di Şabran.